# Хафельланд (район)
Хафельланд (нем. Havelland) — район в Германии. Центр района — город Ратенов. Район входит в землю Бранденбург. Занимает площадь 1717 км². Население — 155,0 тыс. чел. (2010). Плотность населения — 90 человек/км².
Официальный код района — 12 0 63.
Район подразделяется на 26 общин.

## Города и общины
1. Фалькензе (40 466)
2. Ратенов (25 351)
3. Науэн (16 627)
4. Бризеланг (10 843)
5. Премниц (8984)
6. Шёнвальде-Глин (8925)
7. Далльгов-Дёбериц (8632)
8. Вустермарк (7897)
9. Кецин (6406)
10. Миловер-Ланд (4610)
11. Фризак (2554)
12. Ненхаузен (1941)
13. Ринов (1706)
14. Меркиш-Лух (1335)
15. Паулиненауэ (1218)
16. Хафельауэ (963)
17. Зеблик (948)
18. Штехов-Ферхезар (915)
19. Визенауэ (779)
20. Мюленберге (763)
21. Пессин (645)
22. Коцен (604)
23. Рецов (562)
24. Гросдершау (498)
25. Голленберг (438)
26. Клесен-Гёрне (393)

(30 сентября 2010)

## Известные уроженцы
- Бредов, Асмус Эренрайх фон (1693—1756) — прусский военачальник.